# Iker Romero
Iker Romero Fernández (n. 15 iunie 1980, Vitoria, Spania) este un fost handbalist spaniol.
El a făcut parte din echipa Spaniei de la Campionatul Mondial din 2005, unde Spania a cucerit titlul. De asemenea, a fost componentă a echipei Spaniei care a obținut medalia de bronz la Jocurile Olimpice de Vară din 2008. După retragerea sa din activitate a devenit antrenor în Germania.
În 2016, Iker Romero s-a căsătorit cu handbalista germană Laura Steinbach.

## Cluburi
- Corazonistas Vitoria
- BM Valladolid (1997-2000)
- CB Ademar León (2000-2001)
- BM Ciudad Real (2001-2003)
- FC Barcelona Handbol (2003-2011)
- Füchse Berlin (2011-2015)[4]